# Gütertrennung
Die Gütertrennung ist wie die Gütergemeinschaft ein familienrechtlicher Wahlgüterstand zwischen Eheleuten oder – früher – eingetragenen Lebenspartnern.
Im Rahmen der Gütertrennung erfolgt eine vollständige Trennung der Vermögen beider Ehegatten (oder Lebenspartner), ohne dass nach der Scheidung oder anderweitigen Beendigung der Ehe von einem der beiden ein Zugewinnausgleich zu gewähren ist. Jedem Ehegatten obliegt die Verwaltung seines Vermögens und er bleibt Eigentümer sowohl des vor der Eheschließung als auch des während bestehender Ehe von ihm erworbenen Vermögens.
Davon unberührt bleibt das Recht auf Aufteilung des gemeinsamen ehelichen Hausrates, gemeinsam angeschafften Vermögens (etwa eines gemeinsam erworbenen Hausgrundstücks) und der ehelichen Ersparnisse.

## Österreich
Sofern nicht in einem Ehevertrag anderes vereinbart wurde, gilt der gesetzliche Güterstand der Gütertrennung. (§ 1237 ABGB)

## Deutschland
Die Gütertrennung ist zum einen ein vertraglich vereinbarter Güterstand zwischen Eheleuten oder Lebenspartnern im Familienrecht (vgl. § 1414 BGB), zum anderen ein außerordentlicher, subsidiärer gesetzlicher Güterstand gem. §§ 1388, 1414, 1449, 1470 BGB. Gütertrennung wird durch notariell beurkundeten Ehevertrag bzw. Partnerschaftsvertrag  § 7 LPartG vereinbart. Gegenüber Dritten wirkt die Gütertrennung nur, wenn sie ins Güterrechtsregister eingetragen oder dem Dritten bekannt ist.
Der Güterstand der Gütertrennung kommt in Deutschland nur selten vor. Der Regelfall ist die Zugewinngemeinschaft, die gemäß deutschem Familienrecht gilt, wenn die Ehegatten nichts Abweichendes vereinbart haben.
Leben die Eheleute in Zugewinngemeinschaft, erfolgt ein pauschaler Zugewinnausgleich durch Erhöhung der Erbquote des überlebenden Ehegatten (§ 1371 BGB). Haben die Eheleute Gütertrennung vereinbart, entfällt diese pauschale Erhöhung der Erbquote (§ 1931  BGB). Bei Vereinbarung von Gütertrennung ist daher auch immer zu überlegen, ob eine Verfügung von Todes wegen errichtet werden soll.